# Gare de Chiryū
La gare de Chiryū (知立駅, Chiryū-eki) est une gare ferroviaire de la ville de Chiryū, dans la préfecture d'Aichi au Japon. Elle est exploitée par la compagnie Meitetsu.

## Situation ferroviaire
Chiryū est située au point kilométrique (PK) 43,1 de la ligne principale Nagoya et au PK 21,3 de la ligne Mikawa.

## Historique
La gare est inaugurée le 1er avril 1959. Elle remplace l'ancienne gare de Chiryū, construite en 1923, et devenue aujourd'hui la gare de Mikawa Chiryū.

## Service des voyageurs

### Accueil
La gare dispose d'un bâtiment voyageurs, avec guichets, ouvert tous les jours.

### Desserte
- Ligne Mikawa :
  - voies 2 et 3 : direction Toyotashi et Sanage
  - voies 2 à 4 : direction Kariya et Hekinan
- Ligne principale Nagoya :
  - voies 4 et 5 : direction Nagoya, Gifu et Inuyama
  - voie 6 : direction Shin-Anjō, Toyohashi et Nishio

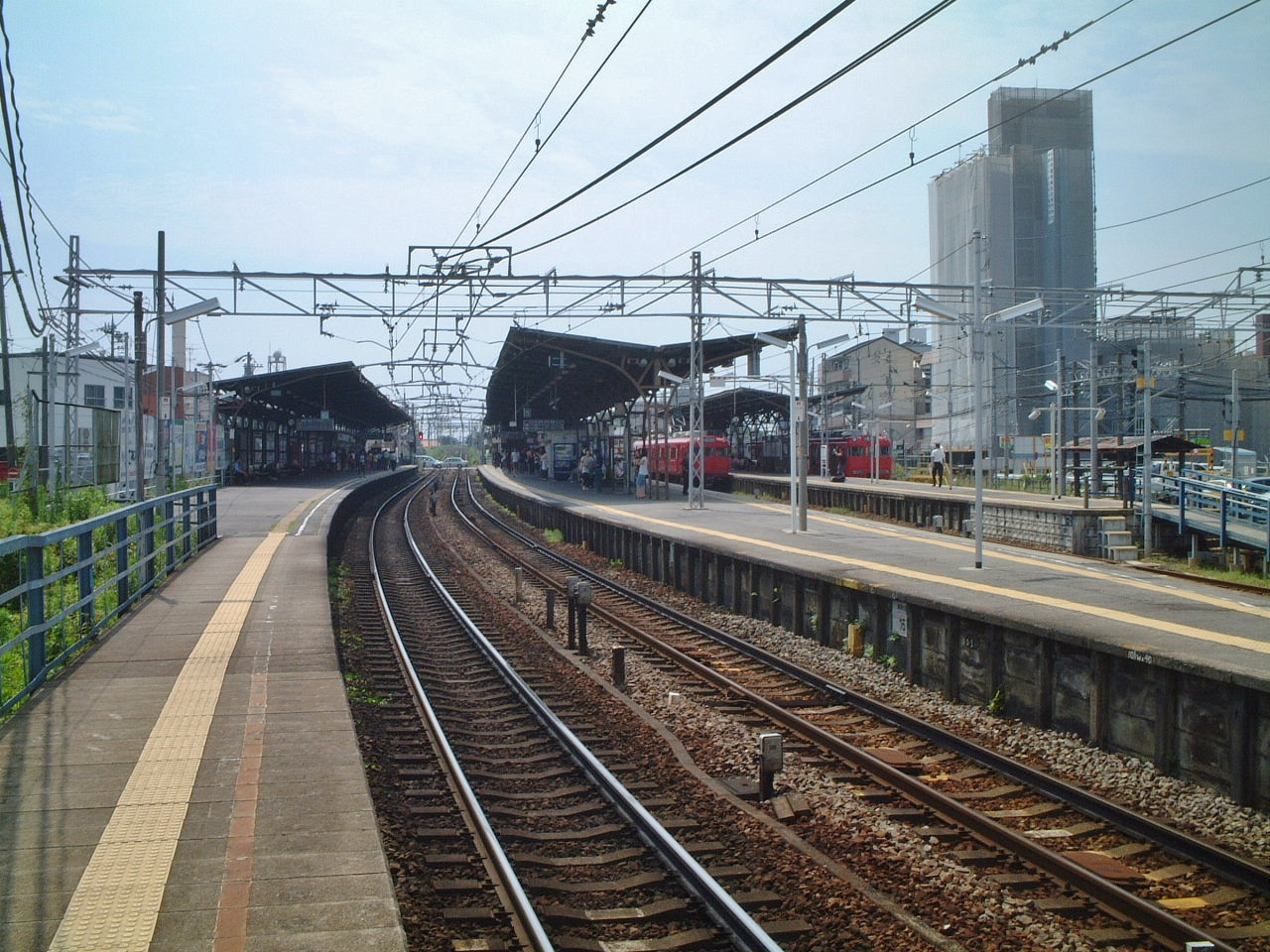
Vue des quais.